# Tritylodontidae
Los tritilodóntidos (Tritylodontidae) son una familia de sinápsidos cinodontos herbívoros altamente especializados.

## Distribución
Se han hallado especímenes en Sudáfrica, Europa, América del Norte y posiblemente América del Sur, China y Antártida. El hallazgo de dientes aislados procedentes del Cretácico Inferior en Rusia aumentaría bastante el rango temporal de su distribución.

## Características

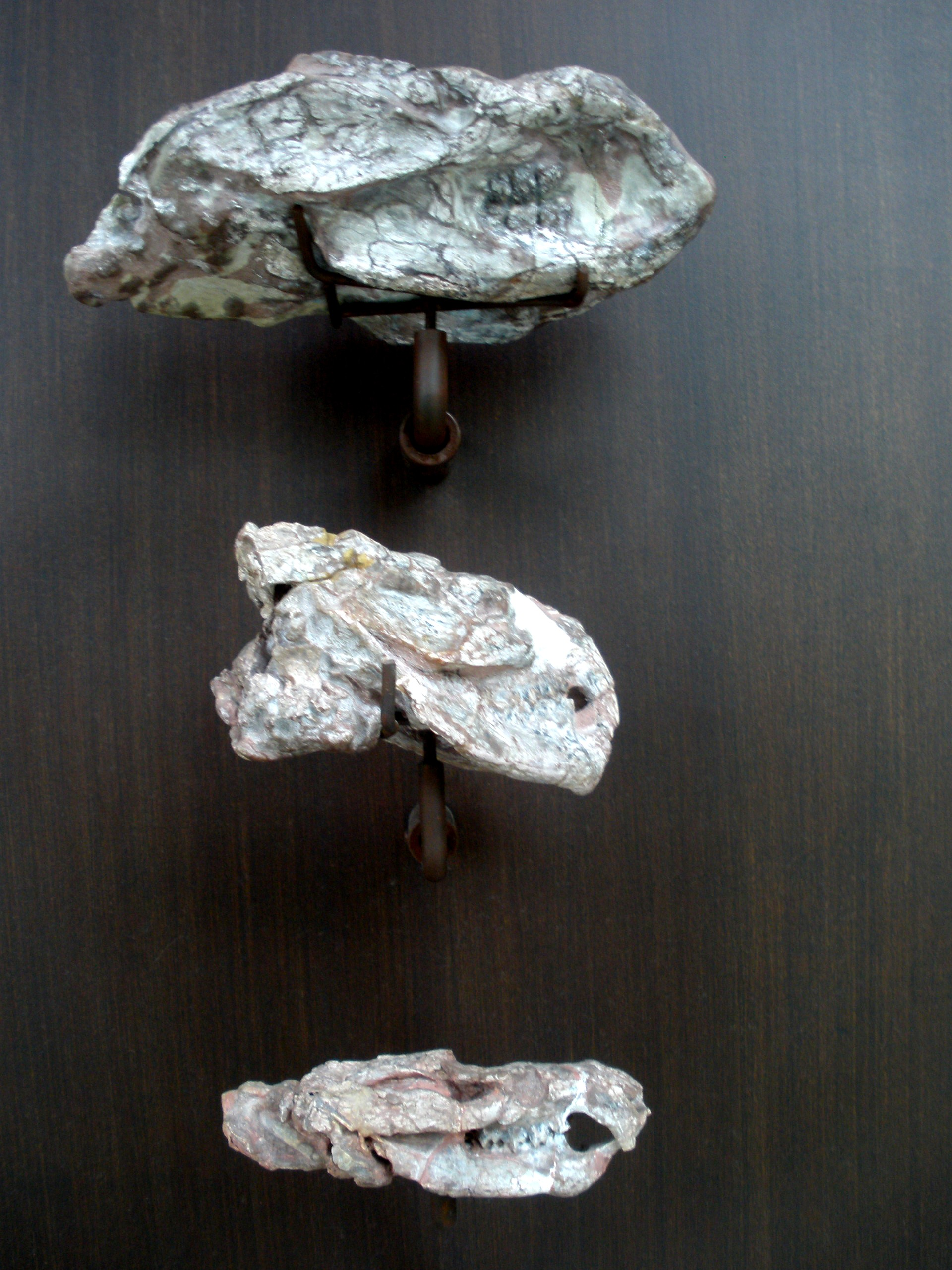
Kayentatherium

Esta familia poseía un tamaño variable con cráneos menores a 5 cm en Bocatherium y de 25 cm en Tritylodon de Sudáfrica y Kayentatherium de América del Norte.
Fueron unos de los últimos cinodontos en existir y posiblemente desciendan de Cynognathus. Se cree que los mamíferos descienden de este grupo de cinodontos; sin embargo, también se considera que pudieron originarse a partir de la familia Trithelodontidae. Fue el grupo más reciente de terápsidos; aparecieron a finales del Triásico y existieron durante el periodo Jurásico hasta el Cretácico Superior.

## Géneros

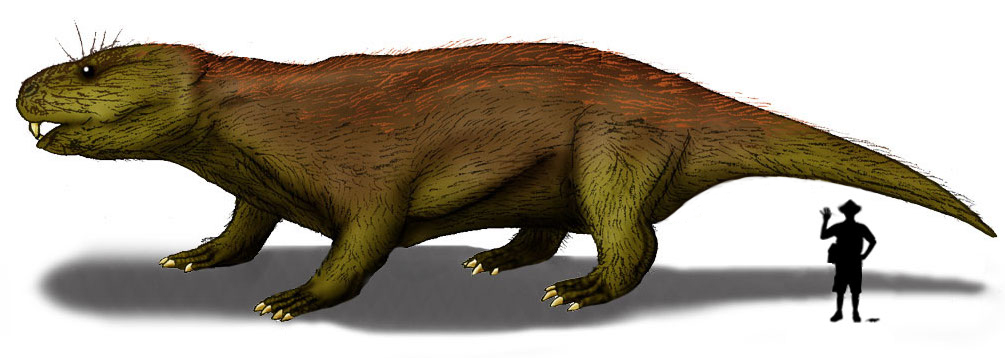
Bocatherium

- Bienotherium
- Bienotheroides
- Bocatherium
- Dianzhongia
- Dinnebitodon
- Kayentatherium
- Lufengia
- Oligokyphus
- Stereognathus
- Tritylodon
- Xenocretosuchus
- Yunnanodon